# Laura Falcó Lara
Laura Falcó Lara, nacida en Barcelona el 17 de marzo de 1969, es una editora y escritora española.

## Biografía
Estudió Filología Inglesa en la Universidad de Barcelona e hizo un máster en Dirección de Empresas en ESADE. En 1995 empezó a trabajar en el grupo Editorial Planeta como directora de marketing, para luego dirigir la editorial Martínez Roca. En 2001 pasó a dirigir los sellos Minotauro, Timun Mas y Libros Cúpula, y creó los sellos Esencia y Zenith. En 2014 desarrolló los proyectos Planeta Gifts y Conference Office, y en 2015 se hizo cargo del sello Luciérnaga. En junio de 2015 pasó a presidir Prisma Publicaciones en Grupo Planeta. En el año 2018 pasó a formar parte del consejo de administración del Grupo Planeta.
Colaboró en los programas de 25 TV, Las Tardes de Pedro Riba y en Tierra de Sueños. También en el programa de radio Luces en la oscuridad de Gestiona Radio Más tarde se unió al equipo radiofónico de La Rosa de los Vientos de Onda Cero y colaboró en el programa Hora punta de TVE. También tuvo un espacio literario en el programa Levántate y Cárdenas de Europa FM. Es creadora y copresentadora junto a Lorenzo Fernández Bueno de El Colegio Invisible de Onda Cero.
En el ámbito audiovisual participó como asesora del documental Imborrable, de Ándale Producciones y es colaboradora de la serie Extraterrestres. Ellos están entre nosotros emitida en DMAX.

### Cuentos
- Gritos antes de morir (2012). Libros del silencio. 238 páginas. ISBN 9788494015663 . Recopilación de historias inquietantes.
- La muerte sabe tu nombre (2013). Círculo de lectores. 260 páginas. ISBN 978-8467256352. Ampliación con más relatos de Gritos antes de morir.

### Novela
- Chelston House. Llegarás deseando quedarte, soñarás con escapar (2014). Dolmen Books. 272 páginas. ISBN 9788415932307. Novela gótica de suspense.
- Última llamada: vuelo CW0764 (2015). Edhasa. 320 páginas. ISBN 9788435010979.
- Amanecer de Hielo (2017). Edhasa. 320 páginas. ISBN 9788435011266.
- La maldición de la lanza sagrada. El que posea la lanza de Longinos será el amo del mundo, pero el que la pierda encontrará su propia muerte. (2020). La Esfera de los libros. 376 páginas. ISBN 9788491647584. Traducido al portugués.[7]

### Ensayo
- Ecos del pasado. Los mejores casos de Fantasmas, impregnaciones y poltergeists (2018). Luciérnaga. 360 páginas. ISBN 978-84-17371-03-6.[8]

### Libros colectivos
- Los 13 asustadores profesionales más famosos de la historia  (2021). Babidi-bu-libros. 32 páginas. ISBN 9788418649769. Con Lorenzo Fernández Bueno.
- El colegio invisible. Las historias de misterio más escuchadas (2022). El ámbito de los libros. ISBN 9788413842882.

## Premios
- 2014: Premio a la mejor novela en Imagina Málaga, por Chelston House.[9]
- 2015: Premio mejor novela adaptable al cine del Festival de Cine Fantástico de Sitges por Última Llamada.
- 2020: Premio ODILO al mejor autor 2020 por La Maldición de la lanza sagrada.[10]